# 夏の夜はデインジャー!
「夏の夜はデインジャー!」（なつのよるはデインジャー）は、当時ハロー!プロジェクトに属していたメロン記念日の6thシングル。2002年6月19日に発売された。

## 収録曲
編曲：ab:fly
1. 夏の夜はデインジャー!
  - 作詞・作曲：つんく　ブラスアレンジ：河野伸
2. 愛メラメラ 恋ユラユラ
  - 作詞・作曲：新堂敦士
3. 夏の夜はデインジャー!（Instrumental）

## 参加ミュージシャン
夏の夜はデインジャー!
- プログラミング：ab:fly
- ギター：山内総一郎
- アコースティックギター：こーじ
- トランペット：西村浩二・奥村晶
- トロンボーン：広原正典
- テナーサックス：山本拓夫
- コーラス：新堂敦士・稲葉貴子

## カバー
- Maysa Leak (ex Incognito) - トリビュートアルバム『カバー・モーニング娘。ハロー!プロジェクト!』（2002年12月18日）に収録。